# Eukoenenia pauli
Eukoenenia pauli is een spinnensoort in de taxonomische indeling van de Palpigradi.
Het dier komt uit het geslacht Eukoenenia. Eukoenenia pauli werd in 1979 beschreven door Condé.